# Plus que tout au monde
Pour les articles homonymes, voir Plus que tout au monde.
Albums de Pascal Obispo
Un jour comme aujourd'hui
(1994)
Singles
1. Plus que tout au monde
Sortie : 1992
2. La moitié de moi
Sortie : 1993
3. Tu vas me manquer (Les mains qui se cherchent)
Sortie : 1993
4. Laurelenn
Sortie : 1993

Plus que tout au monde est le premier album studio de Pascal Obispo sorti le 22 septembre 1992 par Epic / Sony Music.
Premier album studio sorti chez Epic / Sony Music et premier album de la discographie complète.

## Liste des chansons
| 1.    | Plus que tout au monde   | Pascal Obispo                                     | 4:14 |
| 2.    | Camille s'endort         | Christophe Deluy / Pascal Obispo                  | 4:36 |
| 3.    | Tu vas me manquer        | Pascal Obispo / Pascal Obispo - Volodia           | 3:46 |
| 4.    | La Capture               | Pascal Obispo                                     | 4:38 |
| 5.    | Technicolor radio        | Alain Le Flour - Pascal Obispo                    | 0:12 |
| 6.    | La Moitié de moi         | Pascal Obispo / Pascal Obispo - Sam Amazon        | 4:58 |
| 7.    | Laurelenn                | Pascal Obispo - Christophe Deluy / Pascal Obispo  | 2:48 |
| 8.    | À tout prendre           | Pascal Obispo                                     | 3:56 |
| 9.    | Rendez-vous près du ciel | Pascal Obispo / Pascal Obispo - Jean-Yves Lopinet | 3:38 |
| 10.   | Les Mots d'août          | Pascal Obispo                                     | 4:10 |
| 11.   | Annabelle                | Pascal Obispo                                     | 0:24 |
| 12.   | La Même Langue           | Pascal Obispo                                     | 3:33 |
| 40:53 |                          |                                                   |      |

Réalisé par Nick Patrick.
On retrouve divers collaborateurs dans cet album qui suivront Pascal Obispo tout au long de sa carrière, notamment Sam Stoner (Sam Amazon), Zazie (dans les chœurs), Volodia, Alain Lanty (Piano), etc.

## Titres hors album
- À nos amours (Franck Darcel / Pascal Obispo) ⇒ Single "Plus que tout au monde"
- London (Pascal Obispo) ⇒ Single "Laurelenn"